# Dans l'angle mort
Pour les articles homonymes, voir Angle mort (homonymie) et Angle (homonymie).
Pour plus de détails, voir Fiche technique et Distribution.
Dans l'angle mort, la secrétaire d'Hitler (Im toten Winkel, Hitlers Sekretärin) film documentaire autrichien d'André Heller et Othmar Schmiederer, sorti en 2002.

## Synopsis
Traudl Junge était la secrétaire privée d'Adolf Hitler de l'automne 1942 jusqu'à l'effondrement du régime nazi en mai 1945. Elle travailla pour lui à la Wolfsschanze, à l'Obersalzberg, dans son train spécial et à la fin, dans le bunker du Führer, sous la Chancellerie de la capitale assiégée. C'est à elle qu'Hitler dicta aussi son testament.
Traudl Junge, après 56 ans de silence, parle pour la première fois devant une caméra. Au printemps 2001, par l'intermédiaire de l'auteur Melissa Müller, André Heller parvint à la convaincre de l'importance d'un enregistrement de souvenirs exceptionnels mais aussi de ses doutes et de ses réflexions personnelles. En collaboration avec Othmar Schmiederer, Heller réalisa un film de 90 minutes, à partir de dix heures de matériel, en renonçant à tout remplissage et en faisant entièrement confiance à l'effet de la personnalité de la narratrice.
56 ans après la fin de la guerre, un témoin oculaire et auditif prend la parole. La propre expérience de Traudl Junge la détermina à devenir une farouche adversaire du national-socialisme, qui semble en même temps souffrir au plus haut point de son incapacité à jamais pardonner à la jeune fille qu'elle était, sa naïveté et son ignorance d'alors.
La veille de la première, à la Berlinale de 2002, elle eut le réalisateur au téléphone et lui dit : "Vous savez, je commence lentement à me pardonner". La projection se passe, et le lendemain Traudl Junge s'éteint laissant au monde ce témoignage exceptionnel.